# Tuolumne City
Tuolumne City ist ein census-designated place (CDP) im Tuolumne County im US-Bundesstaat Kalifornien mit 1798 Einwohnern (Stand: 2020).

## Geographie
Der Ort liegt 90 Kilometer östlich von Stockton. Am Ostrand von Tuolumne City beginnt der Yosemite-Nationalpark. 

## Geschichte
Die ersten Siedler, die sich um 1850 in der Gegend niederließen waren überwiegend Goldsucher. Dazu zählten auch die Brüder Franklin, George, James und Jack (John) Summers sowie weitere Familienmitglieder und der Ort wurde zunächst Summersville, später kurzzeitig in Anlehnung an den lokalen Unternehmer Charles Carter Carters genannt. Mit der Inbetriebnahme einer Eisenbahnstation der Sierra Railway of California wurde der Ort 1899 in Tuolumne Station umbenannt. Der Name ist ebenso wie diejenigen des Tuolumne River und des Tuolumne County indianischen Ursprungs. Bezüglich der Bedeutung des Wortes Toulumne gibt es mehrere Versionen: „viele Steinhäuser“, „Gruppe von Stein-Wigwams“, „Land der Berglöwen“ oder „Platz der Hörnchen“. Die Bewohner des Ortes waren bis zum Ende des 20. Jahrhunderts in erster Linie in der Holzwirtschaft sowie der Wartung von Eisenbahnen tätig. Die Hauptverwaltung des Indianerstamms Tuolumne Band of Me-Wuk Indians befindet sich in Tuolumne City. Der Ort gewinnt gegenwärtig auch im Tourismus an Bedeutung, da in der Nähe ein Zugang zum Yosemite-Nationalpark liegt. Touren führen u. a. zum Tuolumne Grove, wo besonders beeindruckende Riesenmammutbäume (Sequoiadendron giganteum) wachsen.

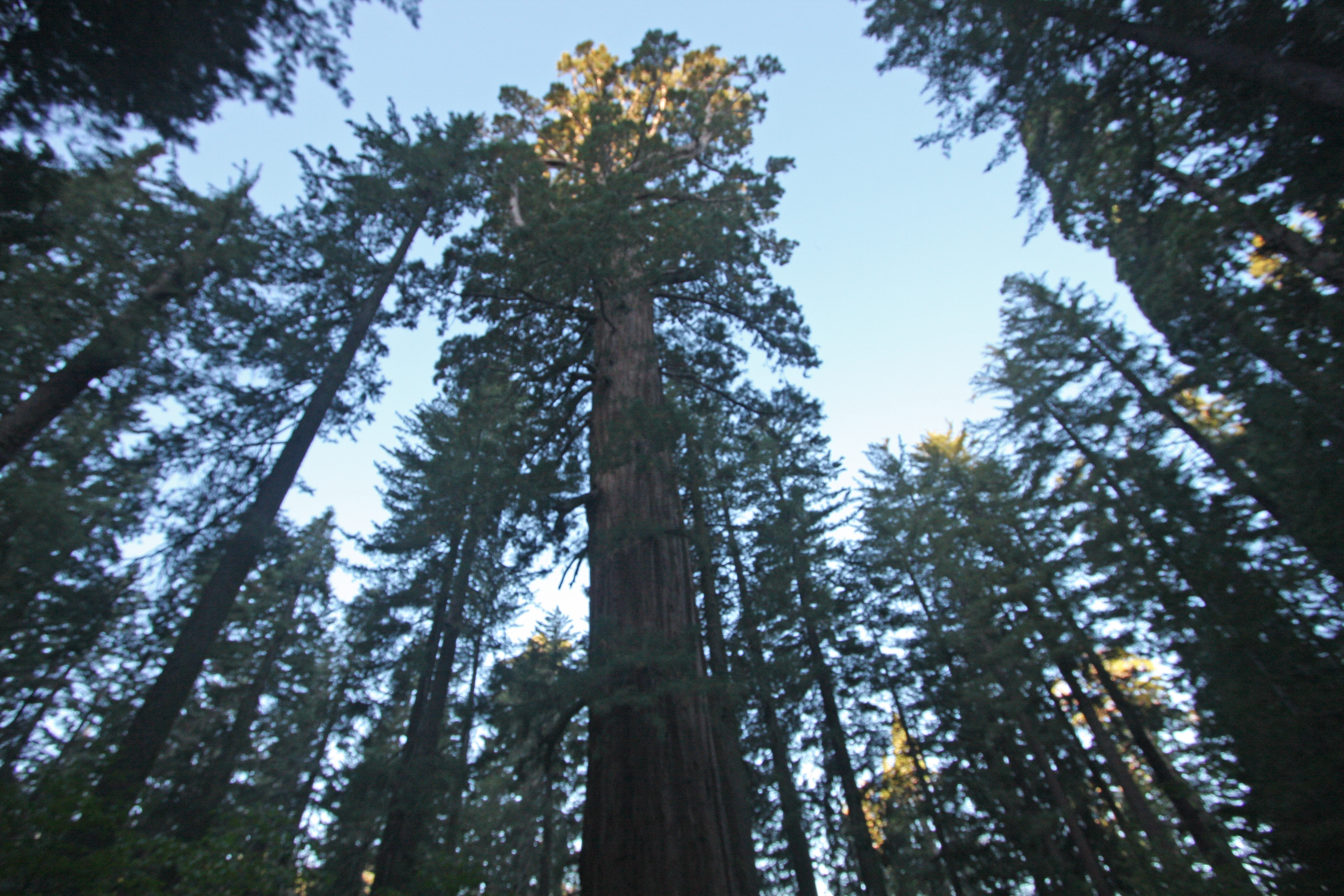
Riesenmammutbäume in Tuolumne Grove
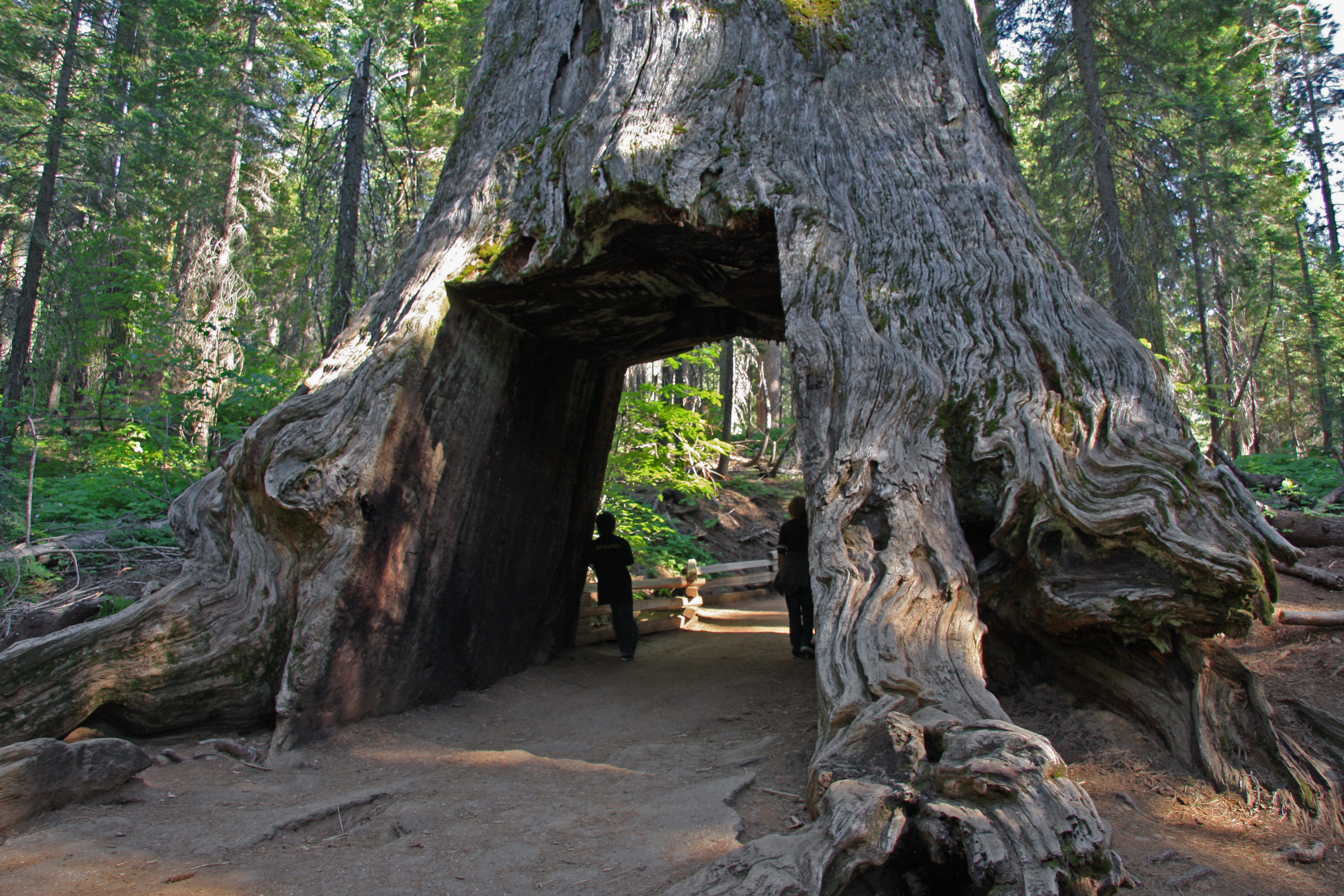
Fußgängertunnel durch Riesenmammutbaum in Tuolumne Grove

## Demografische Daten
Im Jahr 2010 wurde eine Einwohnerzahl von 1779 Personen ermittelt, die zu diesem Zeitpunkt ein Durchschnittsalter von 50,7 Jahren besaßen, das damit deutlich über dem Durchschnittswert von Kalifornien mit 35,7 Jahren lag.

## Söhne und Töchter der Stadt
- Lord Buckley (1906–1960), Komiker

## Trivia
Einige Szenen des Western-Film-Klassikers Zwölf Uhr mittags mit Grace Kelly und Gary Cooper wurden in Tuolumne City gedreht.